# Type 100
Il Type 100 (in giapponese 一〇〇式機関短銃?, 100 Shiki Kikan-tanjū) è stato un mitra sviluppato dall'Impero giapponese alla fine degli anni trenta e utilizzato a partire dal 1942. Tuttavia non divenne un'arma di massa, come lo furono l'MP 40 o il Thompson, e dette prove di modeste qualità anche a causa di difetti della munizione camerata, la debole 8 × 22 mm Nambu.

## Sviluppo
Durante i processi di modernizzazione e potenziamento dell'inventario bellico, l'esercito imperiale giapponese aveva trascurato la categoria delle armi leggere automatiche portatili sovvenzionando il concepimento di armi più convenzionali. Soltanto attorno al 1934 il generale Kijirō Nambu, noto disegnatore attivo nel settore delle armi da fanteria dai primi anni Venti, propose di sua iniziativa un primo tipo di pistola mitragliatrice che prendeva spunto dal tedesco MP 18: denominata Type I (o anche Type II e Type IIA) l'arma era lunga soltanto 620 mm, pesava 2,8 chili, presentava un meccanismo di fuoco a massa battente ed era stata progettata attorno alla cartuccia da pistola 8 × 22 mm Nambu. A rendere davvero innovativo questo mitra era però la sede del caricatore da 50 colpi, che veniva infatti inserito nell'impugnatura, soluzione all'avanguardia per l'epoca; esso, molto arcuato, presentava in fondo un piccolo monopode incernierato da infiggere nel suolo in caso di sparo in posizione prona. L'arma venne testata tra il 1936 e il 1937 ma in ultimo i vertici dell'esercito lo rifiutarono considerandola poco affidabile.
In seguito a questo primo tentativo, i responsabili dell'approvvigionamento armi dell'esercito si convinsero della bontà del concetto e contattarono l'Ufficio tecnico. L'Ufficio si rivolse alla compagnia di manifattura armi fondata dal generale Nambu: poiché il Giappone deteneva solo esperienze embrionali in merito ad armi automatiche individuali, egli progettò un secondo mitra ispirandosi fortemente ai modelli stranieri dello stesso tipo, che erano stati importati in piccole quantità; in particolare si rivolse di nuovo all'MP 18. Altri criteri seguiti da Nambu furono mirati a rendere facile la manutenzione e intuitivo l'uso anche da parte di soldati non addestrati. I collaudi dei prototipi si svolsero nel corso del 1939 e l'esercito adottò il nuovo mitra nel 1940, anno del calendario gregoriano usato in Occidente che corrispondeva al 2600 nel calendario giapponese: come di prassi il nuovo equipaggiamento venne denominato con le ultime due cifre dell'anno corrente; la presenza di due zeri venne risolta con la designazione "Type 100".

## Caratteristiche

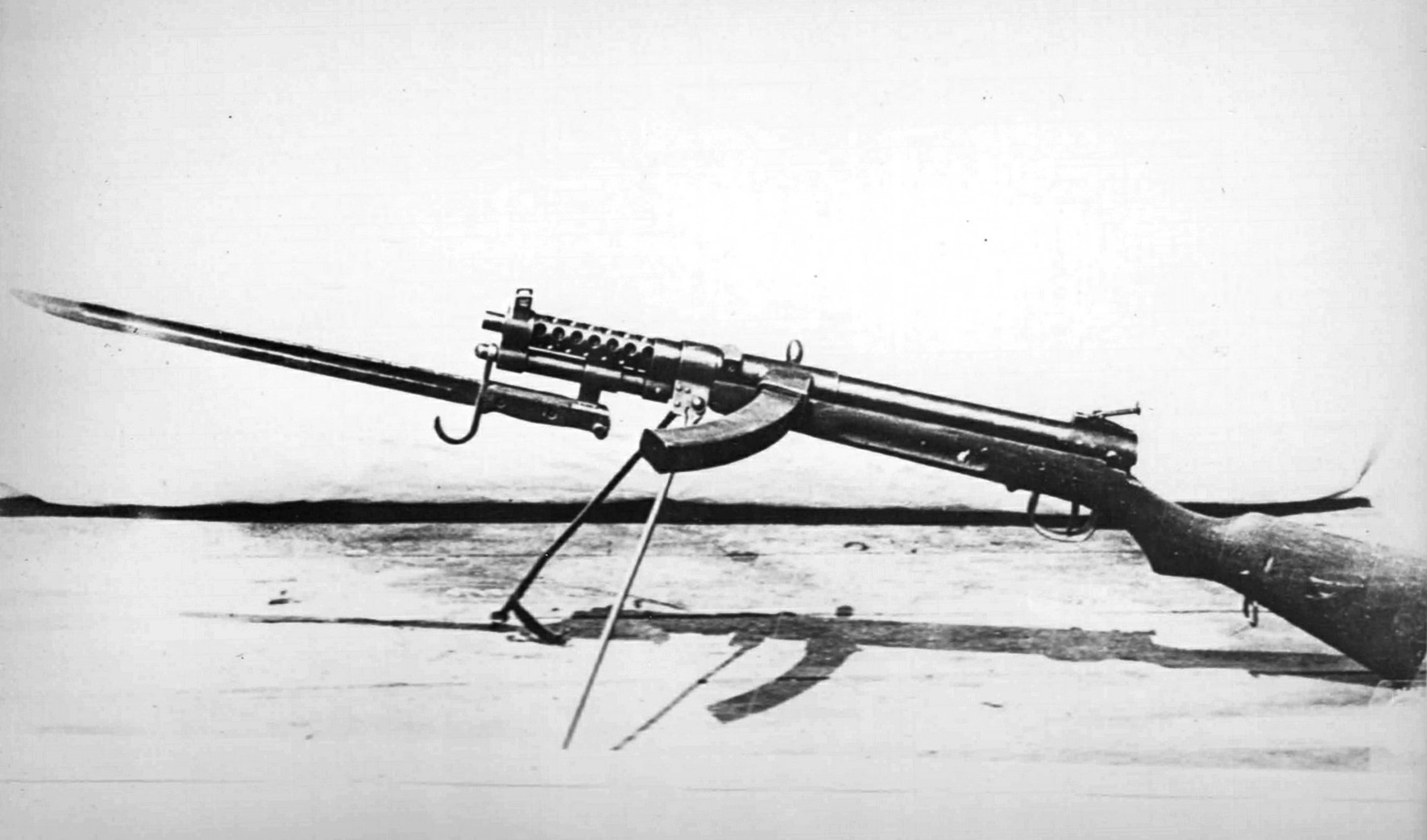
La prima versione del Type 100, con baionetta e bipiede

Il mitra Type 100 era lungo circa 890 mm e pesava 3,8 kg a vuoto. Si componeva di una cassa in legno ripresa da quella tipica delle carabine cui era fissato posteriormente un calcio parimenti in legno: le due sezioni erano unite da un'impugnatura piuttosto angolata. La cassa era la sede della camera di scoppio e della canna, compresa quasi del tutto in un rivestimento tubolare che era stato forato per garantire il raffreddamento durante le operazioni di sparo. Essa era equipaggiata con un freno di bocca facente funzione anche di compensatore e veniva placcata in cromo per combattere la corrosione dovuta all'umidità e al fango delle giungle tropicali. La canna sporgeva poco oltre la cassa, che infatti era stata prolungata al fine di fornire all'operatore un'impugnatura anteriore che gli impedisse di scottarsi.
Dietro la canna era installato il meccanismo di fuoco a massa battente: il ciclo di sparo iniziava a otturatore aperto ed era disponibile soltanto in modalità automatica; il puntamento avveniva attraverso un alzo regolabile fissato sopra il castello e due tacche di mira parallele poste in cima alla canna. Gli organi di mira erano spostati sul lato sinistro rispetto alla linea longitudinale dell'arma e ciò implicava difficoltà nell'impiego, in particolare se il soldato che maneggiava l'arma era mancino; ma visto che il mitra è un'arma da usare a distanze brevi non sempre si abbisognava di un puntamento accurato. Il grilletto sporgeva davanti all'impugnatura ed era protetto da un sottile ponticello.
Il caricatore adoperato era curvo e conteneva 30 proiettili calibro 8 × 22 mm Nambu, una munizione da pistola di potenza insufficiente e conseguente gittata limitata. Il caricatore veniva inserito sul lato sinistro dell'arma un poco avanti al baricentro, dall'altro lato l'otturatore espelleva i bossoli vuoti: il rateo di fuoco raggiungeva i 450 colpi al minuto e una velocità alla volata di 335 m/s, prestazioni che tendevano a svuotare il caricatore in una manciata di secondi. Il mitra poteva essere dotato di alcuni equipaggiamenti aggiuntivi: secondo una tipica ottica giapponese, sotto la bocca della canna era presente un grosso e complicato aggancio per la baionetta; dietro questo era possibile appendere un bipiede. Due occhielli metallici, uno sotto il calcio poco dietro l'impugnatura e l'altro dietro il freno di bocca sul lato destro della canna, servivano a legarvi una tracolla.

## Varianti

### Type 100/40 (N)
Fin dall'inizio della fabbricazione il Type 100 venne fornito in due versioni, una con calcio fisso e una con calcio ripiegabile sulla destra, con perno dietro l'azione e con un peso globale inferiore rispetto al modello base. Questa variante, designata Type 100/40 (N), fu consegnata ai reparti paracadutisti del Dai-1 Teishin Shūdan dell'Esercito e a quelli della Marina imperiale giapponese, che ebbero così un'arma automatica da portarsi dietro senza problemi durante il lancio.

### Type 100/44
Nel 1944 la guerra in Estremo Oriente era volta al peggio per il Giappone e la sua industria bellica, provata dal blocco sottomarino e dai primi attacchi aerei statunitensi, stava attraversando una grave crisi: per risparmiare risorse e velocizzare la produzione il progetto del Type 100 venne semplificato e rivisto alla luce anche dei rapporti provenienti dal campo. L'arma venne ridenominata Type 100/44 e si distingueva dal precedente modello per gli organi di mira posteriori non regolabili; erano inoltre state rimosse le sedi di attacco sia del bipiede sia della baionetta, la quale poteva comunque essere fissata alla canna stessa. Il meccanismo di sparo era stato rivisto e il rateo di fuoco era stato incrementato a 800 colpi al minuto. Tale versione del mitra era però scarsamente affidabile e le munizioni, soprattutto negli ultimi mesi del conflitto, erano mediocri: le deficienze erano da imputare ai materiali grezzi utilizzati, quelli di pregio essendo non disponibili o presenti in quantità assai contenute.

## Produzione
Il Type 100 fu costruito in serie dagli arsenali di Nagoya e Kokura in collaborazione con la compagnia commerciale Nambu. Un primo lotto di 10 000 pezzi, tutti del primo modello con calcio fisso o mobile, fu completato nel 1942 dall'arsenale di Kokura. Nel 1944 l'arsenale di Nagoya fabbricò 8 000 Type 100/44; inoltre fu incaricato di produrre una variante da paracadutista con calcio ripiegabile e un peso ridotto, che secondo le stime fu consegnata in 6 500-7 000 esemplari.

## Impiego operativo
Il Type 100 fu adoperato per la prima volta nel 1942 dall'esercito in Cina, nel corso di alcune operazioni anfibie. Il mitra si dimostrò facile da smontare e pulire e il modesto rinculo influiva poco sulla precisione di tiro. Furono comunque individuati anche diversi difetti, il più importante dei quali era la cartuccia 8 mm Nambu, nota per l'inefficiente potere d'arresto già a qualche decina di metri di distanza; era appena accettabile e sarebbe stato meglio sostituirla con la già disponibile 9 × 19 mm Parabellum dell'MP 18. Lo svantaggio principale della munizione nipponica era il disegno complesso che tendeva a inceppare il ciclo di fuoco. Inoltre il caricatore sporgente poteva essere d'impaccio in luoghi angusti e sia la baionetta che il bipiede penalizzavano la praticità.
Nell'agosto 1945 l'Impero giapponese si arrese agli Alleati. Come accadde a molti altri equipaggiamenti militari nipponici, piccole quantità di Type 100 furono catturate dai movimenti di resistenza formatisi nel Sud-est asiatico negli anni precedenti, i quali continuarono a lottare per ottenere l'indipendenza dei loro paesi: il mitra nipponico fu così usato dai Viet Minh durante la Guerra d'Indocina, dalle truppe dell'esercito della Corea del Nord durante la Guerra di Corea e anche dalla Repubblica popolare cinese. La sua presenza fu poi segnalata in alcuni conflitti locali esplosi più avanti negli anni.